# Indigofera porrigens
Indigofera porrigens là một loài thực vật có hoa trong họ Đậu. Loài này được Colla miêu tả khoa học đầu tiên.